# كليرفيلد
كليرفيلد (يوتا) (بالإنجليزية: Clearfield, Utah)‏ هي مدينة تقع في الولايات المتحدة في مقاطعة دافيز. يقدر عدد سكانها بـ 30,376 نسمة ومساحتها 20.1 كم2 وترتفع عن سطح البحر 1,361 متر.

## التركيبة السكانية
حدّد مكتب تعداد الولايات المتحدة بيانات التركيبة السكانية لكليرفيلد في تعداد الولايات المتحدة. في ما يلي، التركيبة السكانية حسب تعدادي 2000 و2010.

### تعداد عام 2000
بلغ عدد سكان كليرفيلد 25,974 نسمة بحسب تعداد عام 2000، وبلغ عدد الأسر 7,921 أسرة وعدد العائلات 6,262 عائلة مقيمة في المدينة. في حين سجلت الكثافة السكانية 1,294.8 نسمة لكل كيلومتر مربع (3,353.5/ميل2). وبلغ عدد الوحدات السكنية 8,374 وحدة بمتوسط كثافة قدره 417.4 لكل كيلومتر مربع (1,081.1/ميل2).
وتوزع التركيب العرقي للمدينة بنسبة 83.18% من البيض و3.61% من الأمريكيين الأفارقة و1.61% من الأمريكيين الأصليين و2.81% من الأمريكيين ذوي الأصول الآسيوية و0.28% من سكان جزر المحيط الهادئ و4.84% من الأعراق الأخرى و3.67% من عرقين مختلطين أو أكثر و10.58% من الهسبانيون أو اللاتينيون من أي عرق.
بلغ عدد الأسر 7,921 أسرة كانت نسبة 55.1% منها لديها أطفال تحت سن الثامنة عشر تعيش معهم، وبلغت نسبة الأزواج القاطنين مع بعضهم البعض 60.4% من أصل المجموع الكلي للأسر، ونسبة 13.9% من الأسر كان لديها معيلات من الإناث دون وجود شريك،  بينما كانت نسبة 4.8% من الأسر لديها معيلون من الذكور دون وجود شريكة وكانت نسبة 20.9% من غير العائلات. تألفت نسبة 16.3% من أصل جميع الأسر من عدة أفراد يعيشون في نفس المنزل ونسبة 4.3% كانت تتألف من شخص يعيش بمفرده يبلغ من العمر 65 عاماً أو أكثر. وبلغ متوسط حجم الأسرة المعيشية 3.12، أما متوسط حجم العائلات فبلغ 3.51.
بلغ العمر الوسطي للسكان 24.0 عاماً. وكانت نسبة 35% من القاطنين تحت سن الثامنة عشر، وكانت نسبة 13.1% بين الثامنة عشر والرابعة والعشرين عاماً، ونسبة 30.4% كانت واقعةً في الفئة العمرية ما بين الخامسة والعشرين والرابعة والأربعين عاماً، ونسبة 11.4% كانت ما بين الخامسة والأربعين والرابعة والستين، ونسبة 5.2% كانت ضمن فئة الخامسة والستين عاماً فما فوق. يوجد لكل 100 أنثى 100.2 ذكر، ويوجد لكل 100 أنثى في الثامنة عشر من عمرها فما فوق 97.5 ذكر.
بلغ متوسط دخل الأسرة في المدينة 38,946 دولارًا، أما متوسط دخل العائلة فبلغ 39,902 دولارًا. وكان متوسط دخل الذكور 30,336 دولارًا مقابل 21,407 دولارًا للإناث. وسجل دخل الفرد الخاص بالمدينة 13,945 دولارًا. وكانت نسبة 8.7% من العائلات ونسبة 12.2% من السكان تحت خط الفقر، وكان من هؤلاء نسبة 14.4% تحت سن الثامنة عشر ونسبة 9.8% في الخامسة والستين من العمر وما فوق.

### تعداد عام 2010
بلغ عدد سكان كليرفيلد 30,112 نسمة بحسب تعداد عام 2010، وبلغ عدد الأسر 9,361 أسرة وعدد العائلات 7,163 عائلة مقيمة في المدينة. في حين سجلت الكثافة السكانية 1,501.1 نسمة لكل كيلومتر مربع (3,887.8/ميل2). وبلغ عدد الوحدات السكنية 10,062 وحدة بمتوسط كثافة قدره 501.6 لكل كيلومتر مربع (1,299.1/ميل2).
وتوزع التركيب العرقي للمدينة بنسبة 81.56% من البيض و3.13% من الأمريكيين الأفارقة و0.77% من الأمريكيين الأصليين و2.57% من الأمريكيين ذوي الأصول الآسيوية و0.69% من سكان جزر المحيط الهادئ و6.86% من الأعراق الأخرى و4.42% من عرقين مختلطين أو أكثر و16.12% من الهسبانيون أو اللاتينيون من أي عرق.
بلغ عدد الأسر 9,361 أسرة كانت نسبة 51.4% منها لديها أطفال تحت سن الثامنة عشر تعيش معهم، وبلغت نسبة الأزواج القاطنين مع بعضهم البعض 56% من أصل المجموع الكلي للأسر، ونسبة 15% من الأسر كان لديها معيلات من الإناث دون وجود شريك،  بينما كانت نسبة 5.5% من الأسر لديها معيلون من الذكور دون وجود شريكة وكانت نسبة 23.5% من غير العائلات. تألفت نسبة 18.9% من أصل جميع الأسر من عدة أفراد يعيشون في نفس المنزل ونسبة 4.7% كانت تتألف من شخص يعيش بمفرده يبلغ من العمر 65 عاماً أو أكثر. وبلغ متوسط حجم الأسرة المعيشية 3.08، أما متوسط حجم العائلات فبلغ 3.54.
بلغ العمر الوسطي للسكان 25.8 عاماً. وكانت نسبة 34.7% من القاطنين تحت سن الثامنة عشر، وكانت نسبة 13.6% بين الثامنة عشر والرابعة والعشرين عاماً، ونسبة 31.4% كانت واقعةً في الفئة العمرية ما بين الخامسة والعشرين والرابعة والأربعين عاماً، ونسبة 14.8% كانت ما بين الخامسة والأربعين والرابعة والستين، ونسبة 5.6% كانت ضمن فئة الخامسة والستين عاماً فما فوق. وتوزع التركيب الجنسي للسكان بنسبة 50.7% ذكور و49.3% إناث.

## أعلام
- نولان بوشنل